# 14.ª etapa do Giro d'Italia de 2021
A 14.ª etapa do Giro d'Italia de 2021 teve lugar a 22 de maio de 2021 entre Cittadella e Monte Zoncolan sobre um percurso de 205 km e foi vencida pelo italiano Lorenzo Fortunato da equipa EOLO-KOMETA. O colombiano Egan Bernal manteve a liderança e voltou a aumentar a diferença com seus mais imediatos perseguidores.

## Classificação da etapa
| Cittadella - Monte Zoncolan | alta montanha | (205 km) |

| \| Classificação por etapas \| Classificação por etapas \| Classificação por etapas \| Classificação por etapas \| Classificação por etapas \| \| Ciclista \| Ciclista \| Equipe \| Tempo \| \| \| ------------------------ \| ------------------------ \| ------------------------ \| ------------------------ \| ------------------------ \| \| 1. \| Lorenzo Fortunato \| Eolo-Kometa \| 5h17m22s \| \| \| 2. \| Jan Tratnik \| Bahrain Victorious \| + 26s \| \| \| 3. \| Alessandro Covi \| UAE Team Emirates \| + 59s \| \| \| 4. \| Egan Bernal \| Ineos Grenadiers \| + 1m43s \| \| \| 5. \| Bauke Mollema \| Trek-Segafredo \| + 1m47s \| \| \| 6. \| Simon Yates \| BikeExchange \| + 1m54s \| \| \| 7. \| George Bennett \| Jumbo-Visma \| + 2m10s \| \| \| 8. \| Nelson Oliveira \| Movistar Team \| + 2m18s \| \| \| 9. \| Daniel Felipe Martínez \| Ineos Grenadiers \| + 2m22s \| \| \| 10. \| Damiano Caruso \| Bahrain Victorious \| + 2m22s \| \| |                        |                    |          |
| |                        |                    |          |
| Fonte: ProCyclingStats |                        |                    |          |
| Classificação por etapas |                        |                    |          |
| Ciclista | Ciclista               | Equipe             | Tempo    |
| 1. | Lorenzo Fortunato      | Eolo-Kometa        | 5h17m22s |
| 2. | Jan Tratnik            | Bahrain Victorious | + 26s    |
| 3. | Alessandro Covi        | UAE Team Emirates  | + 59s    |
| 4. | Egan Bernal            | Ineos Grenadiers   | + 1m43s  |
| 5. | Bauke Mollema          | Trek-Segafredo     | + 1m47s  |
| 6. | Simon Yates            | BikeExchange       | + 1m54s  |
| 7. | George Bennett         | Jumbo-Visma        | + 2m10s  |
| 8. | Nelson Oliveira        | Movistar Team      | + 2m18s  |
| 9. | Daniel Felipe Martínez | Ineos Grenadiers   | + 2m22s  |
| 10. | Damiano Caruso         | Bahrain Victorious | + 2m22s  |

## Classificações ao final da etapa
- As classificações finalizaram da seguinte forma:[2]

### Classificação geral(Maglia Rosa)
| \| Classificação geral \| Classificação geral \| Classificação geral \| Classificação geral \| Classificação geral \| \| Ciclista \| Ciclista \| Equipe \| Tempo \| \| \| ------------------- \| ---------------------- \| --------------------- \| ------------------- \| ------------------- \| \| 1. \| Egan Bernal \| Ineos Grenadiers \| 58h30m47s \| \| \| 2. \| Simon Yates \| BikeExchange \| + 1m33s \| \| \| 3. \| Damiano Caruso \| Bahrain Victorious \| + 1m51s \| \| \| 4. \| Aleksandr Vlasov \| Astana-Premier Tech \| + 1m57s \| \| \| 5. \| Hugh Carthy \| EF Education-Nippo \| + 2m11s \| \| \| 6. \| Emanuel Buchmann \| Bora-Hansgrohe \| + 2m36s \| \| \| 7. \| Giulio Ciccone \| Trek-Segafredo \| + 3m03s \| \| \| 8. \| Remco Evenepoel \| Deceuninck-Quick Step \| + 3m52s \| \| \| 9. \| Daniel Felipe Martínez \| Ineos Grenadiers \| + 3m54s \| \| \| 10. \| Romain Bardet \| Team DSM \| + 4m31s \| \| |                        |                       |           |
| |                        |                       |           |
| Fonte: ProCyclingStats |                        |                       |           |
| Classificação geral |                        |                       |           |
| Ciclista | Ciclista               | Equipe                | Tempo     |
| 1. | Egan Bernal            | Ineos Grenadiers      | 58h30m47s |
| 2. | Simon Yates            | BikeExchange          | + 1m33s   |
| 3. | Damiano Caruso         | Bahrain Victorious    | + 1m51s   |
| 4. | Aleksandr Vlasov       | Astana-Premier Tech   | + 1m57s   |
| 5. | Hugh Carthy            | EF Education-Nippo    | + 2m11s   |
| 6. | Emanuel Buchmann       | Bora-Hansgrohe        | + 2m36s   |
| 7. | Giulio Ciccone         | Trek-Segafredo        | + 3m03s   |
| 8. | Remco Evenepoel        | Deceuninck-Quick Step | + 3m52s   |
| 9. | Daniel Felipe Martínez | Ineos Grenadiers      | + 3m54s   |
| 10. | Romain Bardet          | Team DSM              | + 4m31s   |

### Classificação por pontos(Maglia Ciclamino)
| Classificação por pontos | Classificação por pontos | Classificação por pontos           | Classificação por pontos | Classificação por pontos |
| Ciclista                 | Ciclista                 | Equipe                             | Pontos                   |                          |
| ------------------------ | ------------------------ | ---------------------------------- | ------------------------ | ------------------------ |
| 1.                       | Peter Sagan              | Bora-Hansgrohe                     | 135 pts                  |                          |
| 2.                       | Giacomo Nizzolo          | Qhubeka Assos                      | 126 pts                  |                          |
| 3.                       | Davide Cimolai           | Israel Start-Up Nation             | 113 pts                  |                          |
| 4.                       | Fernando Gaviria         | UAE Team Emirates                  | 110 pts                  |                          |
| 5.                       | Elia Viviani             | Cofidis                            | 86 pts                   |                          |
| 6.                       | Edoardo Affini           | Jumbo-Visma                        | 50 pts                   |                          |
| 7.                       | Umberto Marengo          | Bardiani CSF Faizanè               | 45 pts                   |                          |
| 8.                       | Matteo Moschetti         | Trek-Segafredo                     | 44 pts                   |                          |
| 9.                       | Francesco Gavazzi        | Eolo-Kometa                        | 42 pts                   |                          |
| 10.                      | Andrea Pasqualon         | Intermarché-Wanty-Gobert Matériaux | 41 pts                   |                          |

### Classificação da montanha(Maglia Azzurra)
| Classificação da montanha | Classificação da montanha | Classificação da montanha | Classificação da montanha | Classificação da montanha |
| Ciclista                  | Ciclista                  | Equipe                    | Pontos                    |                           |
| ------------------------- | ------------------------- | ------------------------- | ------------------------- | ------------------------- |
| 1.                        | Geoffrey Bouchard         | AG2R Citroën Team         | 96 pts                    |                           |
| 2.                        | Egan Bernal               | Ineos Grenadiers          | 57 pts                    |                           |
| 3.                        | Bauke Mollema             | Trek-Segafredo            | 50 pts                    |                           |
| 4.                        | Lorenzo Fortunato         | Eolo-Kometa               | 40 pts                    |                           |
| 5.                        | Jan Tratnik               | Bahrain Victorious        | 26 pts                    |                           |
| 6.                        | Kobe Goossens             | Lotto-Soudal              | 24 pts                    |                           |
| 7.                        | Giulio Ciccone            | Trek-Segafredo            | 20 pts                    |                           |
| 8.                        | Francesco Gavazzi         | Eolo-Kometa               | 17 pts                    |                           |
| 9.                        | Alessandro Covi           | UAE Team Emirates         | 17 pts                    |                           |
| 10.                       | Vincenzo Albanese         | Eolo-Kometa               | 16 pts                    |                           |

### Classificação dos jovens(Maglia Bianca)
| Classificação dos jovens | Classificação dos jovens | Classificação dos jovens | Classificação dos jovens | Classificação dos jovens |
| Ciclista                 | Ciclista                 | Equipe                   | Tempo                    |                          |
| ------------------------ | ------------------------ | ------------------------ | ------------------------ | ------------------------ |
| 1.                       | Egan Bernal              | Ineos Grenadiers         | 58h30m47s                |                          |
| 2.                       | Aleksandr Vlasov         | Astana-Premier Tech      | + 1m57s                  |                          |
| 3.                       | Remco Evenepoel          | Deceuninck-Quick Step    | + 3m52s                  |                          |
| 4.                       | Daniel Felipe Martínez   | Ineos Grenadiers         | + 3m54s                  |                          |
| 5.                       | Tobias Foss              | Jumbo-Visma              | + 5m37s                  |                          |
| 6.                       | Attila Valter            | Groupama-FDJ             | + 7m49s                  |                          |
| 7.                       | João Almeida             | Deceuninck-Quick Step    | + 8m32s                  |                          |
| 8.                       | Lorenzo Fortunato        | Eolo-Kometa              | + 28m33s                 |                          |
| 9.                       | Alessandro Covi          | UAE Team Emirates        | + 44m14s                 |                          |
| 10.                      | Einer Rubio              | Movistar Team            | + 46m52s                 |                          |

### Classificação por equipas"Súper team"
| Classificação por equipes | Classificação por equipes | Classificação por equipes | Classificação por equipes |
| Equipe                    | Equipe                    | Tempo                     |                           |
| ------------------------- | ------------------------- | ------------------------- | ------------------------- |
| 1.                        | Ineos Grenadiers          | 175h45m25s                |                           |
| 2.                        | Trek-Segafredo            | + 7m00s                   |                           |
| 3.                        | Team BikeExchange         | + 8m04s                   |                           |
| 4.                        | EF Education-Nippo        | + 17m35s                  |                           |
| 5.                        | Jumbo-Visma               | + 19m32s                  |                           |
| 6.                        | Team DSM                  | + 26m35s                  |                           |
| 7.                        | Deceuninck-Quick Step     | + 26m56s                  |                           |
| 8.                        | Bahrain Victorious        | + 32m15s                  |                           |
| 9.                        | Movistar Team             | + 38m32s                  |                           |
| 10.                       | Astana-Premier Tech       | + 43m42s                  |                           |

## Abandonos
- Jai Hindley não tomou a saída por problemas físicos.[3]
- Dylan Groenewegen não tomou a saída.[4]
- David Dekker não tomou a saída.[4]
- Nicolas Edet não completou a etapa devido a uma queda.[5]
- Roger Kluge abandonou por problemas físicos.[6]